# Thysanina serica
Thysanina serica is een spinnensoort uit de familie van de Trachelidae.
De wetenschappelijke naam van de soort werd in 1910 gepubliceerd door Eugène Simon.